# Chrysopa obesa
Chrysopa obesa is een insect uit de familie van de gaasvliegen (Chrysopidae), die tot de orde netvleugeligen (Neuroptera) behoort. 
Chrysopa obesa is voor het eerst wetenschappelijk beschreven door Navás in 1929.